# Föglö
Föglö là một nhóm đảo và đô thị ở Åland, một lãnh thổ tự trị của Phần Lan
Đô thị này có dân số 582 và diện tích 949,50 km² trong đó có 818,00 km² là diện tích mặt nước. Mật độ dân số là 4.4 người trên mỗi km².

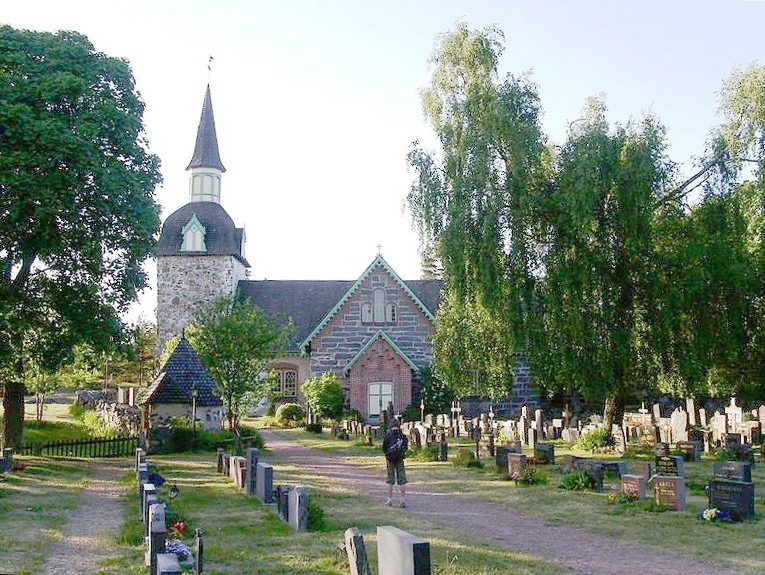
Nhà thờ

Dân đô thị này chỉ sử dụng tiếng Thụy Điển.